# Brian Jack
Brian Timothy Jack, né le 17 février 1988 à Atlanta, en Géorgie, est un homme politique américain, membre du Parti républicain. Il est représentant pour la Géorgie depuis 2025.

## Biographie
En juin 2024, Brian Jack est élu candidat républicain dans le 3e district de Géorgie lors d'une primaire pour les élections du 5 novembre suivant, afin de succéder à Drew Ferguson, qui ne se représente pas. Il est élu représentant en obtenant 66,3 % des voix face à la candidate démocrate Maura Keller.